# モカ (経営者)
モカ（もか、MOCA、1986年〈昭和61年〉 3月10日 - ）は、日本の経営者、クリエイター、トランスジェンダー。株式会社UNIの創業者・代表取締役で、女装サロンバー「女の子クラブ」やジェンダーフリーバー「フリーメゾン」も経営。2015年の自殺未遂後は「モカのお悩み相談」や「みんなと会う会」で悩み相談を展開した。また、「迷いうさこ」名義で『迷いうさこの感じる哲学漫画』も出版。女装・ニューハーフイベント「プロパガンダ」の創設者で、DJやリポーターのほか、Web制作を中心に、デザイン、プログラミングなどもこなす。本名は亀井有希（かめいゆき）。モカ（MOCA）の他に、「もかもか」、「喪嘉」や「うさこ」、「迷いうさこ」などのハンドルネームがある。

## 来歴・人物

### 生い立ち
1986年東京都生まれ。絵を描くことが好きで、小学校高学年から男性としての第二次性徴へ嫌悪感を持つ。中学校卒業後は通信制高等学校に進学し、新宿を遊び歩いたりホームページ「Minky house*」を立ち上げる。とはいえ不良というわけでもなく、周囲の目ばかり気にして自分を出せない生徒であったという。なお当時のハンドルネームは「ユーキ」で、同ホームページにはチャットもあり、漫画家のトミムラコタとも交流があった。個人輸入で女性ホルモンの服用を始め、女装をするようになる。ネットアイドルとしてある程度の知名度があり、2003年には進研ゼミの付録でも特集されている。

### 女性として
18歳からは、新宿や銀座で水商売に従事。20歳でWebデザインの仕事に就くが、一般社会に馴染めず半年程でやめる。2007年頃、オフ会として女装ニューハーフのイベント「プロパガンダ」を創設し、主宰を務める（2014年4月に西原さつきへ主宰を引き継ぎ、2016年3月終了）。これに合わせて株式会社UNIを立ち上げる。通常より長い入院になりながらも2010年10月に性別適合手術を受け、その後戸籍を女性に変更する。
エンタメ～テレHDの『二丁目なう』でリポーターも務めている。LGBTを扱った小説の表紙モデルにもなる。また、2012年に新宿ゴールデン街のポータルサイトを制作・運営。2012年12月には「女の子クラブ」をプロデュースし、その経営者となる。同クラブは誰でも女装ができるお店としてメディアに取り上げられた。20代から60代の幅広い年齢層が来てくれるという。新宿に加え、後に御徒町や大阪にも店舗を構えていた。2015年2月には、女装専用ロッカールーム「じょそっこ更衣室」をオープンした。

### 自殺未遂を経て
躁鬱病（双極性障害）を患い自殺未遂を繰り返すようになり、2015年11月23日に投身自殺を図るが生存。以降お店やウェブサイトで、性的少数者を中心に人生相談を行うようになる。自殺をするほど世界に絶望していたというが、後のインタビューでは「人を幸せにしてこそ自分も幸せになれ、楽しくなれるのではと思い至りました。人の役に立つ『貢献』という生き方のキーワードに出会ったのです」と述懐し、「自分の考えを押し付けないで、相手の立場になったつもりで話を聞いてほしい」と語っている。
2016年には自著『迷いうさこの感じる哲学漫画』を出版。2017年からは、発達障害者の就労移行支援施設でプログラミングの講師や経営相談も引き受けた。また、同年には13分間のドキュメンタリー映画「モカは、3度死ぬ」が制作された（§外部リンク（関連動画）も参照）。2018年には自殺未遂経験者としてTBSの『NEWSな2人』に出演する。その後、ジェンダーフリーバー「フリーメゾン」を新宿二丁目に開店。2019年には『朝日新聞』記者の高野真吾と共著で、『12階から飛び降りて一度死んだ私が伝えたいこと』を出版した。
2020年春はCOVID-19の影響で外出自粛が強まっており、3月31日からZoomを用いたオンラインバー「女の子クラブ オンライン」というサービスを開始。翌月の4月7日からは「女の子クラブ」や「フリーメゾン」も臨時休業となり、休業期間中のスタッフの給与や開店後の感染対策に備える資金をクラウドファンディングで募集。応募期間中に設定金額の100万円を超え、最終的に約244万円を集めた。
6月9日に株式会社UNIは「女装サブスク」と銘打った「ガールズクローゼット」というサービスを発表。女装用の服をレンタルで利用でき、90日以上借り続けた服をもらえることができる。また、化粧のためのメイクセットはプレゼントされ、動画で指導を受ける。月払いのサブスクリプション方式で、サービス開始は7月1日からだが、6月から予約を開始した。

## 著書
- 『迷いうさこの感じる哲学漫画』 ピナケス出版、2016年6月、ISBN 978-4-903505-15-2。
- 『12階から飛び降りて一度死んだ私が伝えたいこと』 光文社〈光文社新書〉、2019年4月、ISBN 978-4334044060、高野真吾との共著[58]。

## 出演
- 『NEWSな2人』（TBS、2018年）[53]
- 『NewsX』（ハフトーク[注 9]、2019年）[59]